# Warren Coye
Warren Coye (* 7. Dezember 1965) ist ein ehemaliger belizischer Radrennfahrer.
Er nahm an den Olympischen Sommerspielen 1984 in Los Angeles teil. Er fuhr im Straßenrennen und im Mannschaftszeitfahren. Später arbeitete er als Schatzmeister der Cycling Federation of Belize.